# Nick Oshiro
Nick Oshiro (né le 3 mars 1975), est un musicien américain, plus connu sous le nom de « Drummer ».
Il est un des membres  du groupe Static-x. Auparavant, il jouait avec le groupe sud-africain Seether.
Jeune, son père lui avait fabriqué une batterie avec pour tambours de vieilles casseroles et de vieux pots. Déjà à 10 ans il voulait être une rockstar après avoir vu une video de Whitesnake.
Après avoir quitté le groupe Seether en 2003, il s'est joint au groupe Static-X comme musicien de tournée mais est rapidement devenu membre à part entière.

## Équipement
Kit actuel : Batterie TAMA 
- 18"x22" Grosse caisse
- 5.5"x14" Starclassic Copper Caisse Claire
- 8"x10" Tom
- 9"x12" Tom
- 12"x14" Tom
- 14"x16" Tom
- 14"x20" Gong Bass

Cymbales : SABIAN 
- HH Fusion Hats 14"
- 08" SABIAN Prototype Splash
- 08" SABIAN Prototype Splash
- AAX X-Treme Chinese 15"
- AAX X-Plosion Crash 19"
- AA Mini Hats 12"
- HH Power Bell Ride 22"

## Source
- Best-drummer.com: Nick Oshiro

- (en) Cet article est partiellement ou en totalité issu de l’article de Wikipédia en anglais intitulé « Nick Oshiro » (voir la liste des auteurs).